# Erik Rudberg (präst)
Erik Eriksson Rudberg, född 29 oktober 1845 i Skedevi församling, Östergötlands län, död 31 mars 1903 i Norrköping, var en svensk präst. Han var far till överste Erik Rudberg.

## Biografi
Erik Rudberg föddes 1845 i Skedevi församling. Han var son till hemmansägaren Anders Eriksson och Anna Persdotter på Ruda. Rudberg studerade vid Stockholms Lyceum och blev höstterminen 1865 student vid Uppsala universitet. Han avlade teoretisk teologisk examen 14 december 1868, praktisk teologisk examen 24 maj 1870 och teologisk filosofisk examen 14 september 1870. Rudberg prästvigdes 24 februari 1871 och avlade pastoralexamen 15 februari 1878. Han blev 1 november 1878 kyrkoherde i Frinnaryds församling i Linköpings stift, tillträde 1881, kyrkoherde 24 december 1887 i Vånga församling i samma stift, tillträdde 1890 och var kontraktsprost från 20 mars 1895 till 30 september 1902 i Bergslags kontrakt. Rudberg avled klockan 19.40 den 31 mars 1903 i Norrköping och begravdes 8 april samma år av prosten Meurling.
På Rudbergs grav finns en minnesvård, han är gravsatt på Vånga nya kyrkogård.

### Familj
Erik Rudberg gifte sig 2 november 1880 med Helena Apollonia Fransiska Bagge (1854–1927). Hon var dotter till stadsläkaren Olof Daniel Bagge och Christina Margareta Justina Hellzén. De fick tillsammans barnen marinläkaren Erik Daniel Rudberg (född 1883), sjuksköterskan Ina Helena Rudberg (född 1884), Anna Maria Rudberg (född 1886), godsägaren Magnus Elias Rudberg (född 1888) på Broby i Strå församling, Naemi Charlotta Rudberg (1890–1896) och militären Erik Rudberg (1894–1984).